# Аргат-баша
Аргат-баша (иргет-баша, капетан), био је назив за старјешину грађевинских надничара (иргета) у Османском царству.
Неки хрватски квази-лексикони ово звање називају и хрват-баша, везујући ово звање за црногорске надничаре у Истанбулу, а који су се ради своје безбједности у почетку представљали као Хрвати. Обзиром да је Црна Гора стално била у рату са отоманском Турском, Црногорцима тамо није било допуштено ни путовати, па су се ови због сличности ношње, тамо представљали као Хрвати из Далмације, а који нису важили за непријатеље Отоманског царства. Љуба Ненадовић је 1859. године посјетио Цариград и црногорског аргат-башу, оставивши писане трагове о томе како су се црногорски надничари (иргети), због безбједности, одрицали и српског етноса и српског језика.
Није познато када се први пут јавља назив аргат-баша, али је сигурно постојао и прије 1855. године. Од времена кнеза Данила, аргат-баша постаје и црногорски чиновник у Цариграду. Мишана Мартиновића, аргат-башу (присталицу политике књаза Данила) убио је у Цариграду Тодор Кадић, политички емигрант из Црне Горе. Обичај да црногорски аргат-баша обавља и конзуларне послове Црне Горе у Истанбулу, укинут је послије успостављања дипломатских односа између Црне Горе и Османског царства, 23. августа 1879. године. О томе је писао и Срђ.

## Дужности аргат-баше
Дужности аргат-баше су биле да заступа надничаре (иргете) пред послодавцем, османским судовима и рјешава међусобне спорове, осим у случају тежих преступа (убиства). Сваки црногорски иргет у Цариграду давао је аргат-баши по један динар годишње. Османске власти су му допуштале да се креће у народној ношњи и носи оружје. У вријеме Књажевине Црне Горе, као чиновник, он до 1879. заступа интересе Црне Горе међу исељеницима, као и међу дипломатским кором у Цариграду.

## Лазар Томановић и Павле Ровински о приморским и црногорским аргатима у Цариграду
Лазар Томановић у монографији објављеној 1873. године у XXX књизи Српско-далматинског магазина Бокељи у рату за ослобођење грчко наводи да смо ми били у Цариграду најјачи јер су ту имали 4 до 5 стотина Грбљана, Паштровића, Мајина, Побора, Црногораца и Спичана, који се у Цариграду сви скупа називљу хрватима. У фусноти, Томановић објашњава да хрват овдје значи копач, јер су се споменути наши људи у Цариграду искључиво бавили земљодјелством. То се најбоље види из казивања Мршина (професор, капетан и честитит Србин Мато Мрша): Али на Змирни немасно хрвата него помораца. Мрша је био савременик тих догађаја. Ненад Моачанин у књизи Славонија и Сријем у раздобљу османске владавине, наводи податак да су ријечи иргат и аргат у том периоду означавале људе који су обављали грубе тјелесне послове. И митрополит Косановић је користио глагол аргатовати или куличити. У путопису Пут на Синај је записао: ...до пола дана једни орали, копали, сијали и жели, а сјутра на измјену аргатовали или куличили на пирамидама, тесали и камен довлачили. Другом приликом пише, у вези обнове манастира Крупе: ...Кад то виђеше сељаци, обећаше сваки по вола, да запале клачина и да аргатују по цркви...
Павле Ровински је записао путописно свједочанство житеља Црмнице о Хрват-баши, који не попушта лошим људима, од којих се неки у Цариграду морално искваре. Ровински је записао да се тамо стално налазило око 3000 Црногораца који раде и називају их аргати (име у српском прерађено у хрват). Црногорске власти су им одређивале капетана, чија је дужност била одлучивње о разним пословима и брига о тим Црногорцима. Њега су и звали хрват-баша.
Растко Петровић је у тексту о скулптору Николи из Барија користио глагол аргатовати: ...аргатовали у чађи и јари ковачница.